# بالارات مرکزی
بالارات مرکزی (به انگلیسی: Ballarat Central) یک منطقهٔ مسکونی در استرالیا است که در ویکتوریا (استرالیا) واقع شده‌است.

## نگارخانه

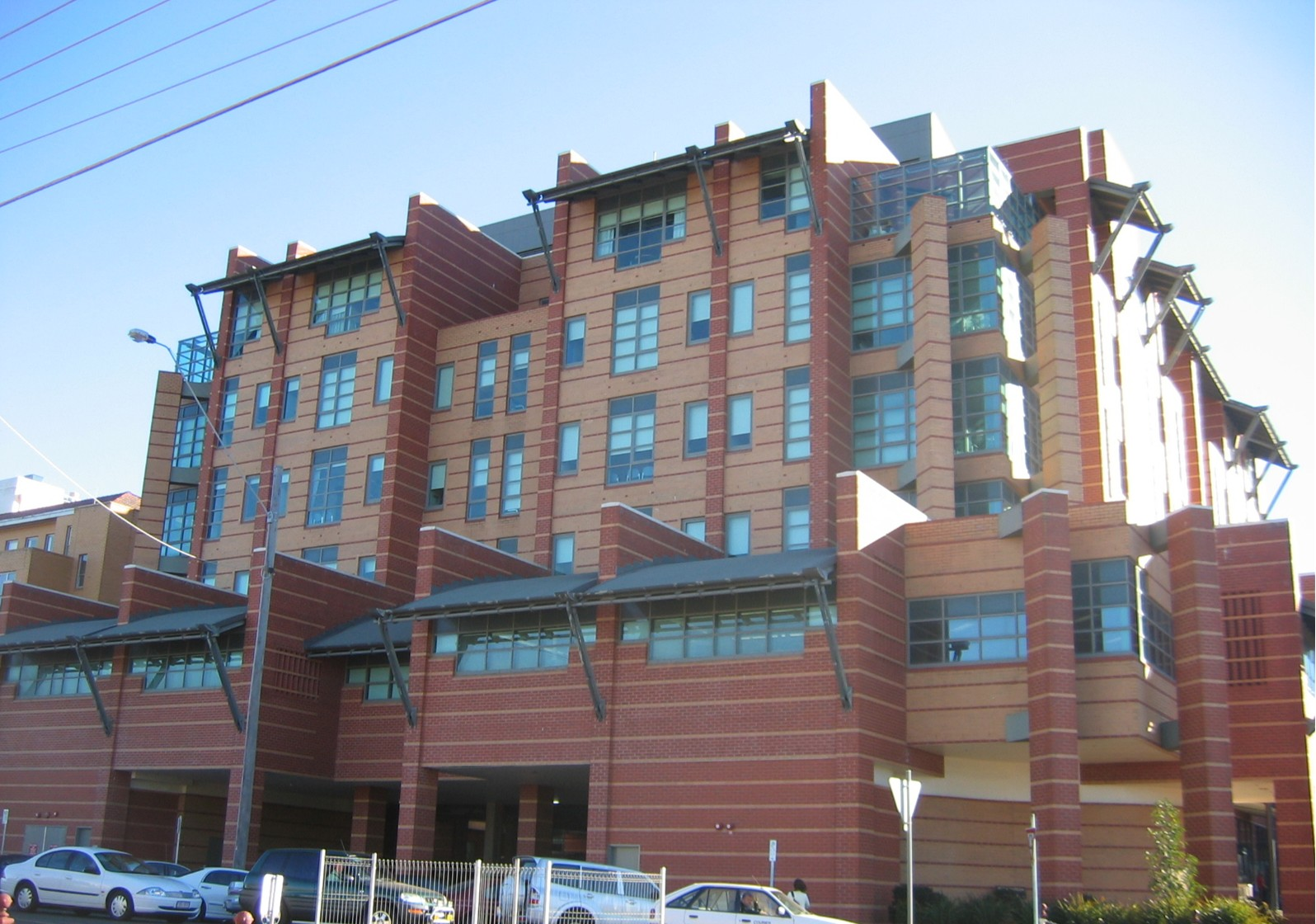
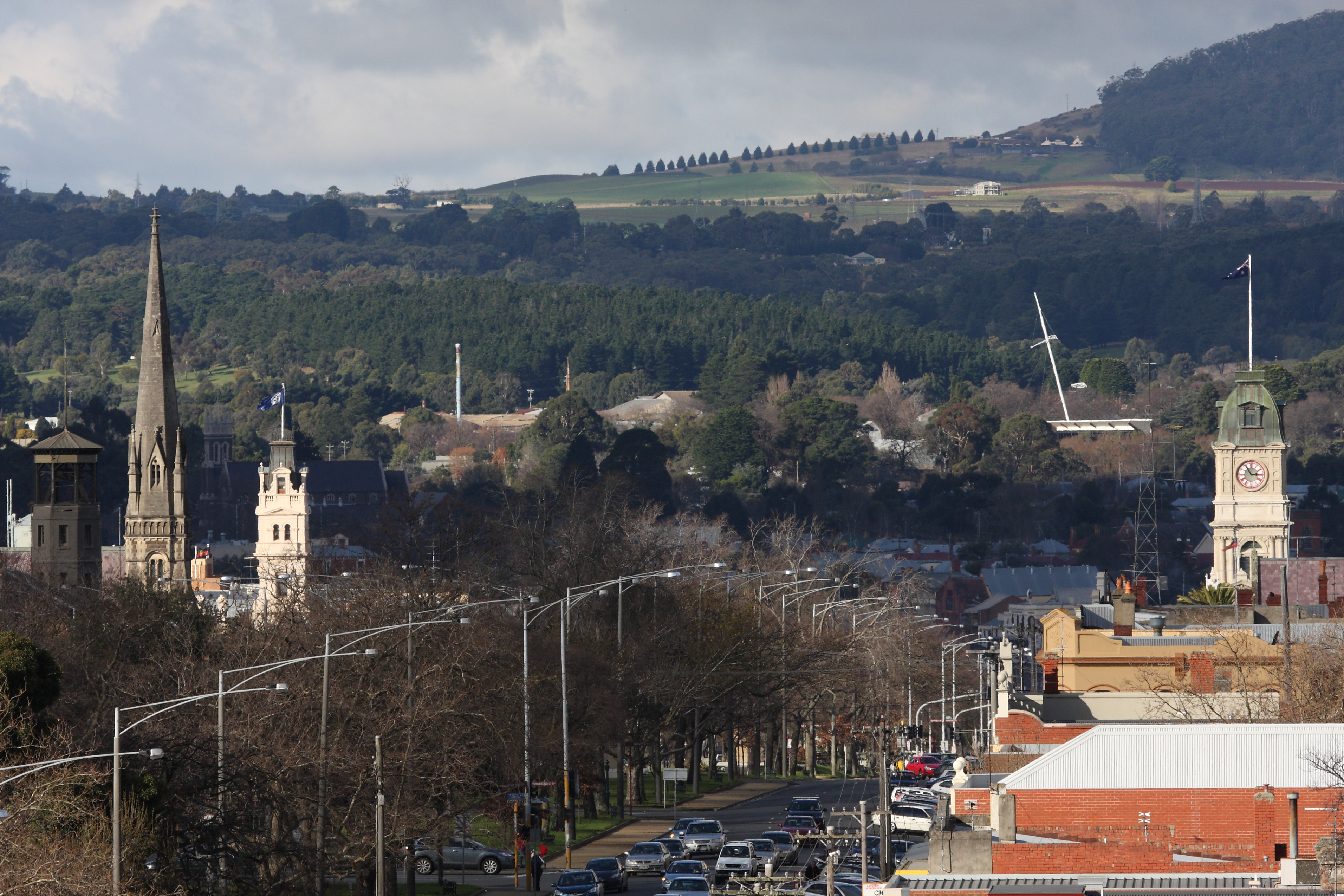
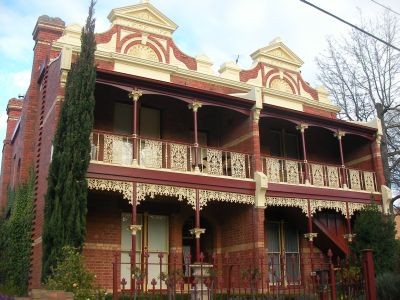
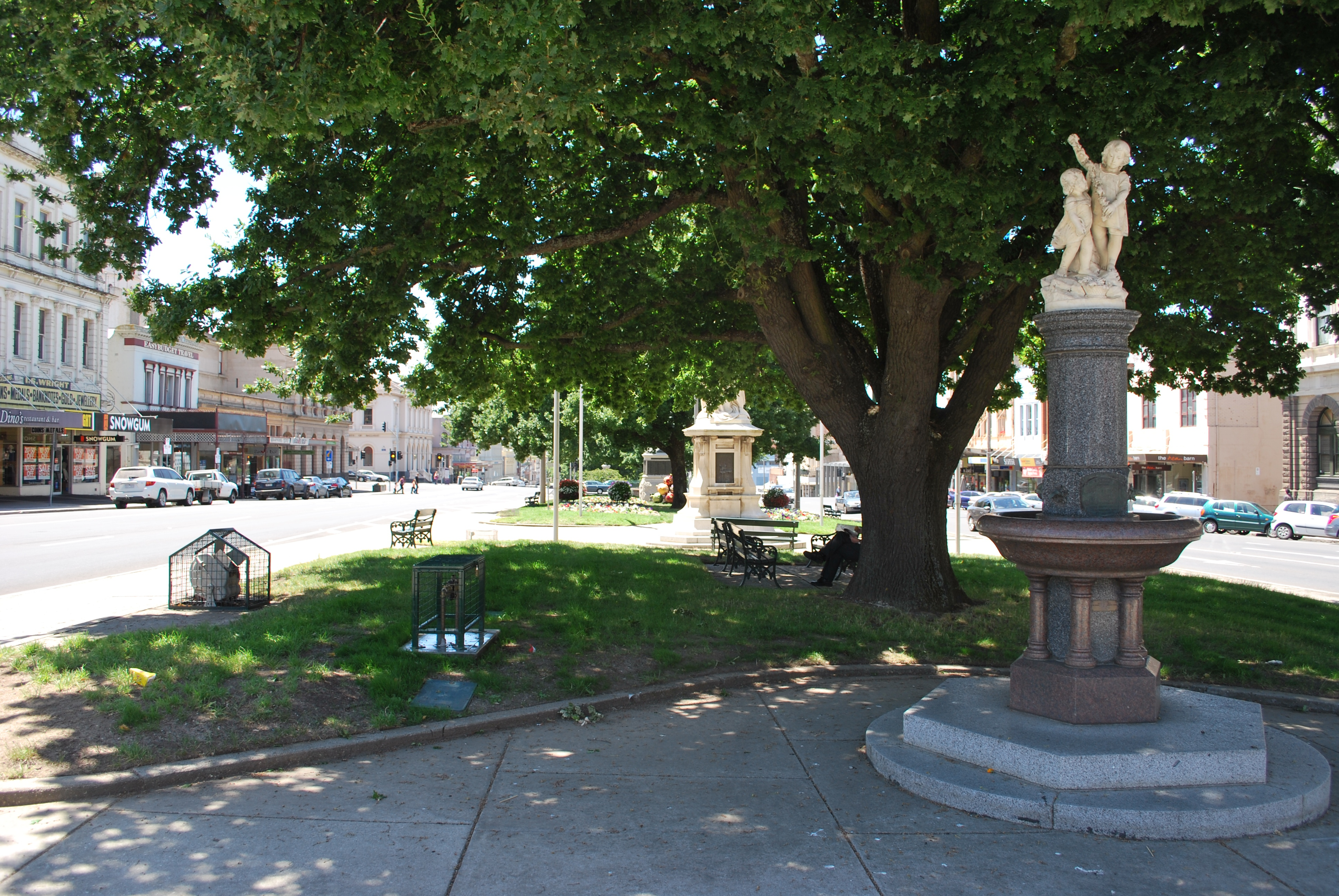
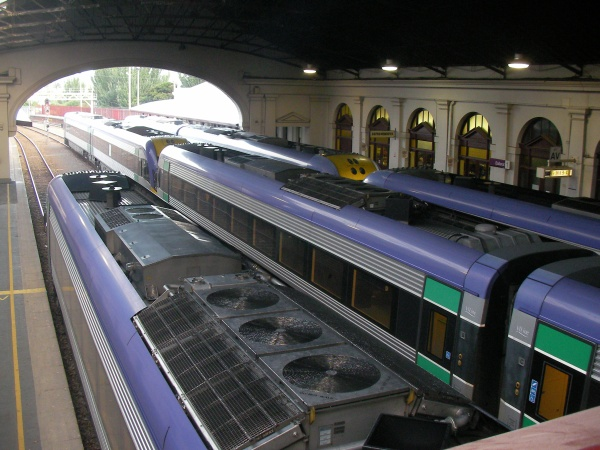